# Turbo-Motoren
Die Turbo-Motoren AG war ein deutscher Automobilhersteller.

## Unternehmensgeschichte
Der Schweizer G. W. Müller, der zuvor in Zürich die Automobilfabrik G. W. Müller & Co. betrieb, wechselte nach Deutschland und gründete 1923 im Stuttgarter Stadtteil Gaisburg das Unternehmen zur Produktion von Automobilen. 1924 endete die Produktion.

## Fahrzeuge
Die Fahrzeuge basierten auf den Modellen, die Müller in der Schweiz herstellte. Für den Antrieb sorgten luftgekühlte Fünfzylinder-Sternmotoren. Im Modell 6/25 PS verfügte der Motor über 1540 cm³ Hubraum, und im Modell 8/32 PS über 1980 cm³ Hubraum. Die offenen Karosserien boten wahlweise Platz für zwei oder vier Personen. Die Zweisitzer hatten drei Vorwärtsgänge und einen Rückwärtsgang, die Viersitzer das „automatische, schalthebellose Sodengetriebe mit vier Übersetzungen und Rücklauf“.

## Renneinsätze
Die Fahrzeuge wurden auch in Autorennen eingesetzt. Der Motor leistete im Sportmodell 75 PS und ermöglichte 140 km/h Höchstgeschwindigkeit. Drei Fahrzeuge starteten 1924 beim Solitude-Rennen auf der Solitude. Der Fahrer Friedrich Eitel errang den Sieg in der Klasse der Automobile bis 8 PS.